# Eddie Barlow
Edgar John Barlow (* 12. August 1940 in Pretoria, Südafrika; † 30. Dezember 2005 in Saint Helier, Vereinigtes Königreich) war ein südafrikanischer Cricketspieler, der zwischen 1961 und 1970 für die südafrikanische Nationalmannschaft spielte.

## Kindheit und Ausbildung
Barlow erhielt einen Abschluss in Geographie von der Witwatersrand-Universität und plante zunächst als Lehrer zu arbeiten.

## Aktive Karriere
Barlow gab sein First-Class-Debüt in der Saison 1959/60 und spielte in der Folge für Transvaal. Sein Test-Debüt in der Nationalmannschaft folgte im Dezember 1961 bei der Tour gegen Neuseeland. Im dritten Spiel der Serie gelang ihm ein Fifty über 51 Runs und in den folgenden beiden Spielen konnte er dies wiederholen (67 und 59 Runs). Zwei Jahre später reiste er mit dem Team nach Australien, wo er mit einem Century über 114 Runs begann. In der zweiten Begegnung folgte dann erst ein Century über 109 Runs im ersten und ein Fifty über 54 Runs im zweiten Innings, aber damit konnte er die Niederlage nicht vermeiden. Im vierten Spiel gelang ihm dann ein Double-Century über 201 Runs, womit er die Serie ausglich. Ein entscheidender Faktor dabei war die Partnerschaft über 341 Runs zusammen mit Graeme Pollock. Daraufhin schloss sich die Tour in Neuseeland an, wo er 92 Runs im ersten und zwei Fifties (61 und 58 Runs) im dritten Spiel erreichte. Im Dezember 1964 kam England nach Südafrika. Nach einem Fifty über 71 Runs im zweiten Test, konnte er im dritten erst ein Century über 138 Runs und dann ein weiteres Fifty über 78 Runs beisteuern. In den verbliebenen beiden Spielen folgte dann je ein Fifty (96 und 69 Runs).
Im Juli kam es zum Gegenbesuch in England, wo er zwei weitere Fifties (52 und 76 Runs) erreichte. Bei der Tour gegen Australien in der Saison 1966/67 gelang ihm nur ein Fifty (50 Runs) in fünf Spielen. Dennoch war er auch im Team als Australien in der Saison 1969/70 wieder nach Südafrika kam. Hier erzielte er ein Century über 127 Runs aus 322 Bällen im ersten Spiel und ein weiteres Century über 110 Runs aus 252 Bällen im dritten. Im letzten Spiel der Serie steuerte er dann ein Fifty über 73 Runs und half so beim 4–0 Serien-Sieg. Dies war auch der letzte Test Südafrikas, bevor es auf Grund der Apartheids-Politik des Landes vom Weltverband suspendiert wurde. Somit bekam er keine weiteren Möglichkeiten mehr für die Nationalmannschaft zu spielen. In der Folge spielte er weiter Cricket im nationalen südafrikanischen Cricket und im Ausland. Zwischen 1976 und 1978 spielte er für Derbyshire. Sein letztes First-Class-spiel absolvierte er für die Western Province in der Saison 1982/83.

## Nach der aktiven Karriere
Nach seinem Rücktritt übernahm er eine Schweine-Farm nördlich von Kapstadt. In den 1980er Jahren engagierte er sich gegen die Apartheids-Politik und nahm für die Progressive Federal Party an Wahlen teil. Nachdem er in England als sportlicher Botschafter gegen den Apartheids-Boykott argumentierte, erwarb er bei seiner Rückkehr einen Weinberg im Freistaat. Im Jahr 1999 wurde er als Trainer für die bangladeschische Cricket-Nationalmannschaft berufen, musste sich jedoch zurückziehen, nachdem er einen Schlaganfall erlitt und einen Rollstuhl benötigte. Er zog nach Wales und trainierte auch dort weiterhin Jugendliche. Im Dezember 2005 verstarb er nach langer Krankheit im Alter von 65 Jahren.